# Heuliez GX 327
De Heuliez GX 327 is een autobustype van de Franse busfabrikant Heuliez Bus en is de langere versie van de Heuliez GX 127. De GX 327 is de opvolger van de Heuliez GX 317, die eind 2005 uit productie ging. In 2013 ging de GX 327 uit productie en werd de bus vervangen door de Heuliez GX 337.
Er zijn drie type aandrijvingen beschikbaar:
- Diesel
- Cng
- Hybride

Samen met de Heuliez GX 127 en de Heuliez GX 427 vormt de Heuliez GX 327 een reeks genaamd Acces BUS van de tweede generatie.

## Eigenschappen
De bus werd ontworpen op een Irisbus Citelis 12-chassis. Hierdoor heeft de bus dezelfde eigenschappen als de Irisbus Citelis. Er is een twee-deursversie en een drie-deursversie leverbaar.
De bus is optioneel leverbaar met de volgende ontwerptoevoegingen:
- Panoramisch/glazen dak over de gehele lengte van de bus
- Driehoekvormige glazen wand onder de ramen. Dit is mogelijk aan weerszijden van de bus en kan worden geplaatst tussen de voorste en middelste deur.

Naast de standaard streek-/stadsbusontwerp is de bus ook leverbaar in een HOV/BRT (Bus Rapid Transit)-ontwerp.
| Heuliez GX 327         | Heuliez GX 327                                  | Heuliez GX 327                                  | Heuliez GX 327                 | Heuliez GX 327                 | Heuliez GX 327                 | Heuliez GX 327                 |
| ---------------------- | ----------------------------------------------- | ----------------------------------------------- | ------------------------------ | ------------------------------ | ------------------------------ | ------------------------------ |
|                        | GX 327                                          | GX 327                                          | GX 327 CNG                     | GX 327 CNG                     | Hybride GX 327                 | Hybride GX 327                 |
|                        |                                                 |                                                 |                                |                                |                                |                                |
| Bouwjaren              | 2005-heden                                      | 2005-heden                                      | 2005-heden                     | 2005-heden                     | 2010-heden                     | 2010-heden                     |
| Carrosserie            | Heuliez                                         | Heuliez                                         | Heuliez                        | Heuliez                        | Heuliez                        | Heuliez                        |
| Chassis                | Irisbus Citelis                                 | Irisbus Citelis                                 | Irisbus Citelis                | Irisbus Citelis                | Irisbus Citelis                | Irisbus Citelis                |
| Motor                  | IVECO Cursor 8, EEV Euro 5 optioneel: IVECO F2B | IVECO Cursor 8, EEV Euro 5 optioneel: IVECO F2B | IVECO F2B GAZ E0642            | IVECO F2B GAZ E0642            | IVECO Trector, EEV             | IVECO Trector, EEV             |
| Vermogen               | 180 kW (245 pk)                                 | 180 kW (245 pk)                                 | 200 kW (272 pk)                | 200 kW (272 pk)                | 220 kW (300 pk)                | 220 kW (300 pk)                |
| Versnellingsbak        | Automaat Voith ALLISON T 280 R                  | Automaat Voith ALLISON T 280 R                  | Automaat Voith ALLISON T 280 R | Automaat Voith ALLISON T 280 R | Automaat Voith ALLISON T 280 R | Automaat Voith ALLISON T 280 R |
| Totale lengte          | 12 040 mm                                       | 12 040 mm                                       | 12 040 mm                      | 12 040 mm                      | 12 040 mm                      | 12 040 mm                      |
| Totale breedte         | 2 550 mm                                        | 2 550 mm                                        | 2 550 mm                       | 2 550 mm                       | 2 550 mm                       | 2 550 mm                       |
| Hoogte (excl. dakunit) | 2 880 mm                                        | 2 880 mm                                        | 3 232 mm                       | 3 232 mm                       | 3 300 mm                       | 3 300 mm                       |
| Wielbasis              | 6 120 mm                                        | 6 120 mm                                        | 6 120 mm                       | 6 120 mm                       | 6 120 mm                       | 6 120 mm                       |
| Vooroverbouw           | 2 715 mm                                        | 2 715 mm                                        | 2 715 mm                       | 2 715 mm                       | 2 715 mm                       | 2 715 mm                       |
| Achteroverbouw         | 3 205 mm                                        | 3 205 mm                                        | 3 205 mm                       | 3 205 mm                       | 3 205 mm                       | 3 205 mm                       |
| Versie                 | 2 deuren                                        | 3 deuren                                        | 2 deuren                       | 3 deuren                       | 2 deuren                       | 3 deuren                       |
| Aantal zitplaatsen     | 24 t/m 36                                       | 24 t/m 30                                       | 24 t/m 36                      | 22 t/m 25                      | 24 t/m 36                      | 24 t/m 30                      |
| Aantal staanplaatsen   | 74 t/m 80                                       | 80 t/m 84                                       | 74 t/m 80                      | 82 t/m 84                      | 70 t/m 76                      | 76 t/m 80                      |
| Capaciteit             | ca. 110 personen                                | ca. 110 personen                                | ca. 110 personen               | ca. 110 personen               | ca. 110 personen               | ca. 110 personen               |

## Inzet
De Heuliez GX 327 wordt voornamelijk gebruikt door Franse vervoerbedrijven. Buiten Frankrijk wordt hoofdzakelijk de Irisbus Citelis afgenomen.
| Bedrijf                                        | Aantal    | Series               | Bouwjaar                    | Inzet                                     | Opmerking | Afbeelding |
| Frankrijk                                      | Frankrijk | Frankrijk            | Frankrijk                   | Frankrijk                                 | Frankrijk | Frankrijk  |
| ---------------------------------------------- | --------- | -------------------- | --------------------------- | ----------------------------------------- | --- | ---------- |
| Aix-en-bus                                     | 19        | 9236-9252            | 2005                        | Aix-en-Provence                           | Geleverd in verschillende series en motoren. |            |
| Aix-en-bus                                     | 7         | 9254-9260            | 2006                        | Aix-en-Provence                           | Geleverd in verschillende series en motoren. |            |
| Aix-en-bus                                     | 8         | 9292-9299            | 2009                        | Aix-en-Provence                           | Geleverd in verschillende series en motoren. |            |
| Aix-en-bus                                     | 2         | 9322-9323            | 2010                        | Aix-en-Provence                           | Geleverd in verschillende series en motoren. |            |
| Alto                                           | 1         | ??                   | ??                          | Alençon                                   | |            |
| Baïa                                           | 2         | 9500-9501            | 2007                        | Arcachon                                  | |            |
| Bibus                                          | 21        | 121-140 en 1 huurbus | 2006: huurbus 2008: 121-140 | Brest                                     | Inclusief een huurbus |            |
| Bus Azur                                       | 24        | 332-355              | 2005-2011                   | Cannes                                    | |            |
| CEAT                                           | 1         | 94588                | 2011                        | Ormesson-sur-Marne                        | |            |
| Citura / Champagne Mobiliteit (onderaannemer)  | 37        | 301-337              | 2009-2011                   | Reims                                     | De eerste 15 hebben een witte kleurstelling, de 316 wordt als alternatief "Turquoise" gepresenteerd, de 317 tot 323 zijn als alternatief "Scarlet" en de laatste 19 zijn als alternatief "Lavendel". 4 voertuigen werden overgenomen door de onderaannemer Champagne Mobiliteit voor de werking van de lijnen 16, 17 en 's nachts lijnen 7, 9 en 13. Een vijfde auto is tweedehands gekocht door die onderaannemer. Dat voertuig werd geschonken door de Lyon Saint-Exupery. Deze laatste vijf voertuigen zijn alternatief "Lavendel" en vormen de serie 601-605. |            |
| Citura / Champagne Mobiliteit (onderaannemer)  | 5         | 601-605              | 2009-2011                   | Reims                                     | De eerste 15 hebben een witte kleurstelling, de 316 wordt als alternatief "Turquoise" gepresenteerd, de 317 tot 323 zijn als alternatief "Scarlet" en de laatste 19 zijn als alternatief "Lavendel". 4 voertuigen werden overgenomen door de onderaannemer Champagne Mobiliteit voor de werking van de lijnen 16, 17 en 's nachts lijnen 7, 9 en 13. Een vijfde auto is tweedehands gekocht door die onderaannemer. Dat voertuig werd geschonken door de Lyon Saint-Exupery. Deze laatste vijf voertuigen zijn alternatief "Lavendel" en vormen de serie 601-605. |            |
| COROLIS                                        | 2         | 8903-8904            | 2009                        | Beauvais                                  | Cng-aandrijving |            |
| CTAV                                           | 13        | ??                   | 2009, 2011                  | Valence                                   | 9 HOV-versies, 4 standaardversies |            |
| CTRL                                           | 11        | 354-364              | 2007                        | Lorient                                   | |            |
| CTRL                                           | 14        | 365-378              | 2010                        | Lorient                                   | |            |
| CTRL                                           | 6         | 381-386              | 2011                        | Lorient                                   | |            |
| CTS                                            | 41        | 755-795              | 2006-2008                   | Straatsburg                               | Cng-aandrijving |            |
| Ginko                                          | 4         | 125-128              | 2005                        | Besançon                                  | |            |
| Ginko                                          | 10        | 443-452              | 2010                        | Besançon                                  | Deze bussen hebben een CNG-aandrijving |            |
| Horizon                                        | 2         | 8929-8930            | 2006                        | Châteauroux                               | |            |
| Horizon                                        | 2         | 8931-8932            | 2007                        | Châteauroux                               | |            |
| Horizon                                        | 1         | 8933                 | 2008                        | Châteauroux                               | |            |
| Horizon                                        | 3         | 8934-8936            | 2009                        | Châteauroux                               | |            |
| Horizon                                        | 4         | 8937-8940            | 2011                        | Châteauroux                               | |            |
| Horizon                                        | 4         | 8941-8944            | ????                        | Châteauroux                               | |            |
| Impulsyon                                      | 8         | 21-27                | ??                          | La Roche-sur-Yon                          | |            |
| Impulsyon                                      | 28        | 40-67                | ??                          | La Roche-sur-Yon                          | 52-56 zijn HOV-versie |            |
| Impulsyon                                      | 4         | 95-98                | ??                          | La Roche-sur-Yon                          | |            |
| Irigo                                          | 19        | 521-539              | 2010                        | Angers                                    | |            |
| Keolis Bordeaux                                | 10        | 1001-1010            | ????                        | Bordeaux                                  | |            |
| Keolis Bordeaux                                | 15        | 2551-2565            | ????                        | Bordeaux                                  | Cng-bussen |            |
| Keolis Bordeaux                                | 30        | 2701-2730            | ????                        | Bordeaux                                  | Cng-bussen |            |
| Keolis Bordeaux                                | 20        | 1120-1149            | 2013                        | Bordeaux                                  | Hybride bussen |            |
| Keolis Orléans Val de Loire                    | 9         | 833-841              | 2010                        | Orléans                                   | Deze bussen hebben 3 deuren |            |
| Keolis Orléans Val de Loire                    | 5         | 842-846              | 2011                        | Orléans                                   | Deze bussen hebben 2 deuren |            |
| Keolis Saint-Malo Agglomération                | 4         | 71-74                | 2012                        | Saint-Malo                                | HOV-versie |            |
| Keolis Saint-Malo Agglomération                | 2         | 75-76                | 2013                        | Saint-Malo                                | HOV-versie |            |
| Réseau Mistral                                 | 60        | 700-759              | 2008-2010                   | Toulon                                    | |            |
| RTM                                            | 87        | 1101-1187            | 2008-2010                   | Marseille                                 | |            |
| Soléa                                          | 25        | 320-344              | 2009                        | Mulhouse                                  | |            |
| ST2N                                           | 16        | 038-053              | 2010                        | Nice                                      | EEV-motor |            |
| ST2N                                           | 12        | 064-075              | 2010                        | Nice                                      | EEV-motor |            |
| ST2N                                           | 8         | 082-089              | 2011                        | Nice                                      | EEV-motor |            |
| ST2N                                           | 8         | 100-107              | 2012                        | Nice                                      | |            |
| ST2N                                           | 15        | 251-266              | 2006                        | Nice                                      | Euro 3-motor |            |
| ST2N                                           | 16        | 267-282              | 2007                        | Nice                                      | Euro 4-motor |            |
| STAR                                           | 10        | 81-90                | 2007-2008                   | Roanne                                    | |            |
| STGA                                           | 8         | 031-038              | 2010                        | Angoulême                                 | Geleverd in verschillende series |            |
| STGA                                           | 7         | 731-738              | 2007                        | Angoulême                                 | Geleverd in verschillende series |            |
| STGA                                           | 7         | 831-838              | 2008                        | Angoulême                                 | Geleverd in verschillende series |            |
| STGA                                           | 7         | 931-938              | 2009                        | Angoulême                                 | Geleverd in verschillende series |            |
| Stivo                                          | 5         | 106-110              | 2009                        | Cergy-Pontoise                            | |            |
| T2C                                            | 6         | 144-149              | ????                        | Clermont-Ferrand                          | Deze bussen hebben een CNG-aandrijving |            |
| T2C                                            | 14        | 701-714              | 2006                        | Clermont-Ferrand                          | |            |
| T2C                                            | 7         | 715-721              | 2010                        | Clermont-Ferrand                          | |            |
| T2C                                            | 12        | 722-733              | 2011                        | Clermont-Ferrand                          | |            |
| TAN                                            | 26        | 561-586              | 2006                        | Nantes                                    | Deze bussen hebben een CNG-aandrijving |            |
| TAN                                            | 9         | 2009-2018            | 2011                        | Nantes                                    | |            |
| TBC                                            | 10        | 1001-1010            | 2011                        | Bordeaux                                  | |            |
| TBC                                            | 15        | 2551-2565            | 2006-2007                   | Bordeaux                                  | Deze bussen hebben een CNG-aandrijving |            |
| TBC                                            | 20        | 2701-2720            | 2006-2007                   | Bordeaux                                  | Deze bussen hebben een CNG-aandrijving |            |
| TICE                                           | 5         | 369-373              | 2009-2010                   | Évry                                      | 371-373 HOV-versies, 369-370 standaardversies |            |
| Transdev agglomération de Bayonne (Chronoplus) | 32        | 721-752              | 2010-2014                   | Pyrénées-Atlantiques                      | HOV-versie |            |
| TUB                                            | 11        | 269-279              | 2005, 2007, 2010            | Saint-Brieuc                              | |            |
| TUB                                            | 6         | 282-287              | 2005, 2007, 2010            | Saint-Brieuc                              | |            |
| TUL                                            | 2         | 58-59                | 2006                        | Laon                                      | |            |
| TUL                                            | 3         | 60-62                | 2008                        | Laon                                      | |            |
| TUL                                            | 3         | 63-65                | 2011                        | Laon                                      | |            |
| Twisto                                         | 13        | 133-145              | 2006                        | Caen                                      | |            |
| Twisto                                         | 20        | 148-167              | 2006                        | Caen                                      | |            |
| Veolia Transport                               | 1         | 5106                 | 2005                        | Conflans-Sainte-Honorine Maisons-Laffitte | Doen dienst in Maisons-Laffitte |            |
| Veolia Transport                               | 1         | 6089                 | 2006                        | Conflans-Sainte-Honorine Maisons-Laffitte | Doen dienst in Maisons-Laffitte |            |
| Veolia Transport                               | 2         | 7112-7113            | 2007                        | Conflans-Sainte-Honorine Maisons-Laffitte | |            |
| Veolia Transport                               | 3         | 8066-8068            | 2008                        | Conflans-Sainte-Honorine Maisons-Laffitte | |            |
| Veolia Transport                               | 3         | 9050-9052            | 2009                        | Conflans-Sainte-Honorine Maisons-Laffitte | |            |
| Veolia Transport                               | 3         | 9176-9178            | 2009                        | Conflans-Sainte-Honorine Maisons-Laffitte | |            |
| Veolia Transport                               | 3         | 10105-10107          | 2010                        | Conflans-Sainte-Honorine Maisons-Laffitte | |            |
| Vitalis                                        | 4         | 220-223              | 2008                        | Poitiers                                  | |            |
| Vitalis                                        | 10        | 600-609              | 2010                        | Poitiers                                  | Deze bussen hebben een CNG-aandrijving |            |
| Zéphir Bus                                     | 15        | 830-844              | 2007                        | Cherbourg-Octeville                       | |            |
| Zwitserland                                    |           |                      |                             |                                           | |            |
| Auto AG Group                                  | 3         | 55-67                | 2009                        | Luzern                                    | |            |

## Externe links

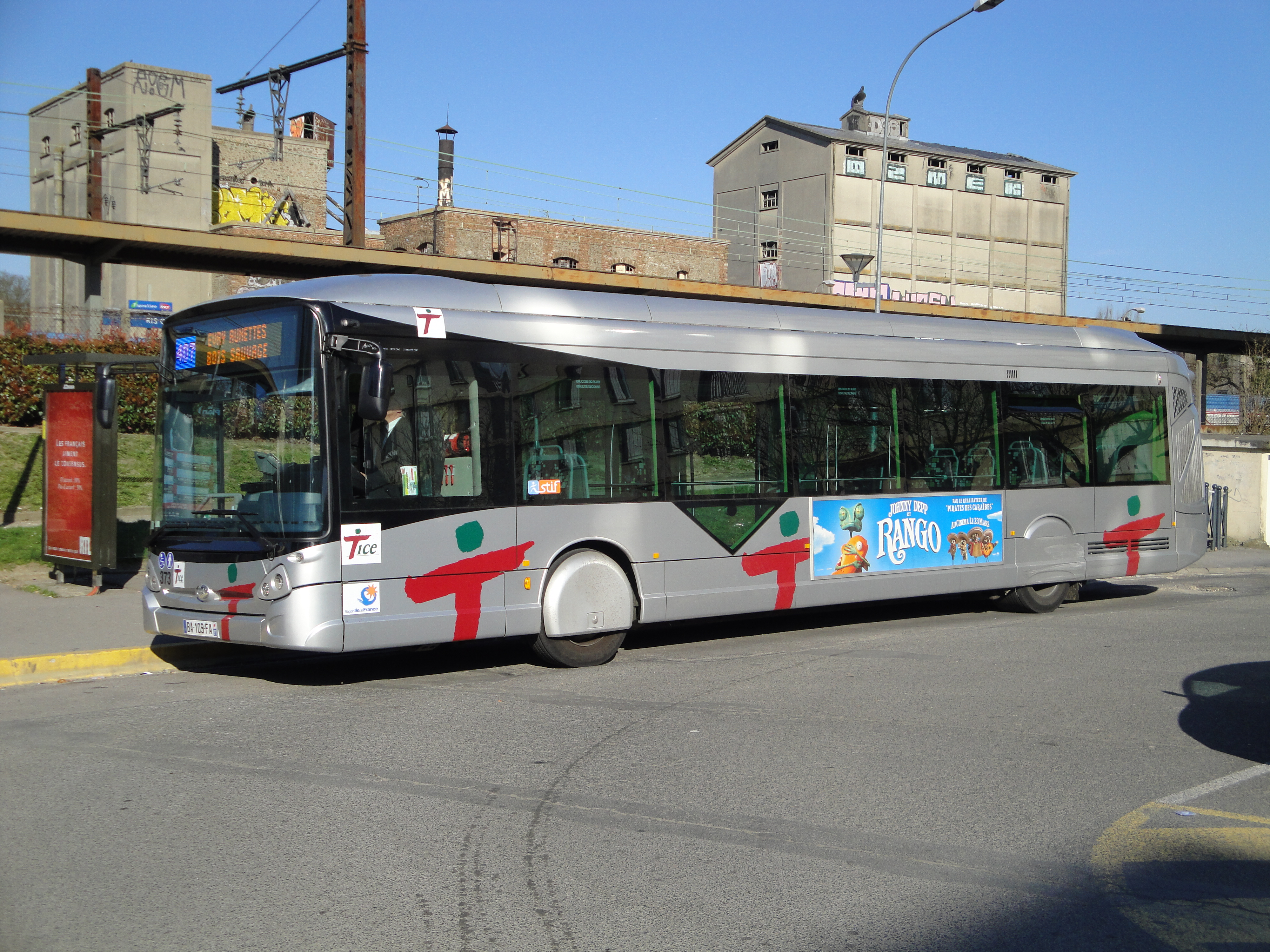
BRT-variant.
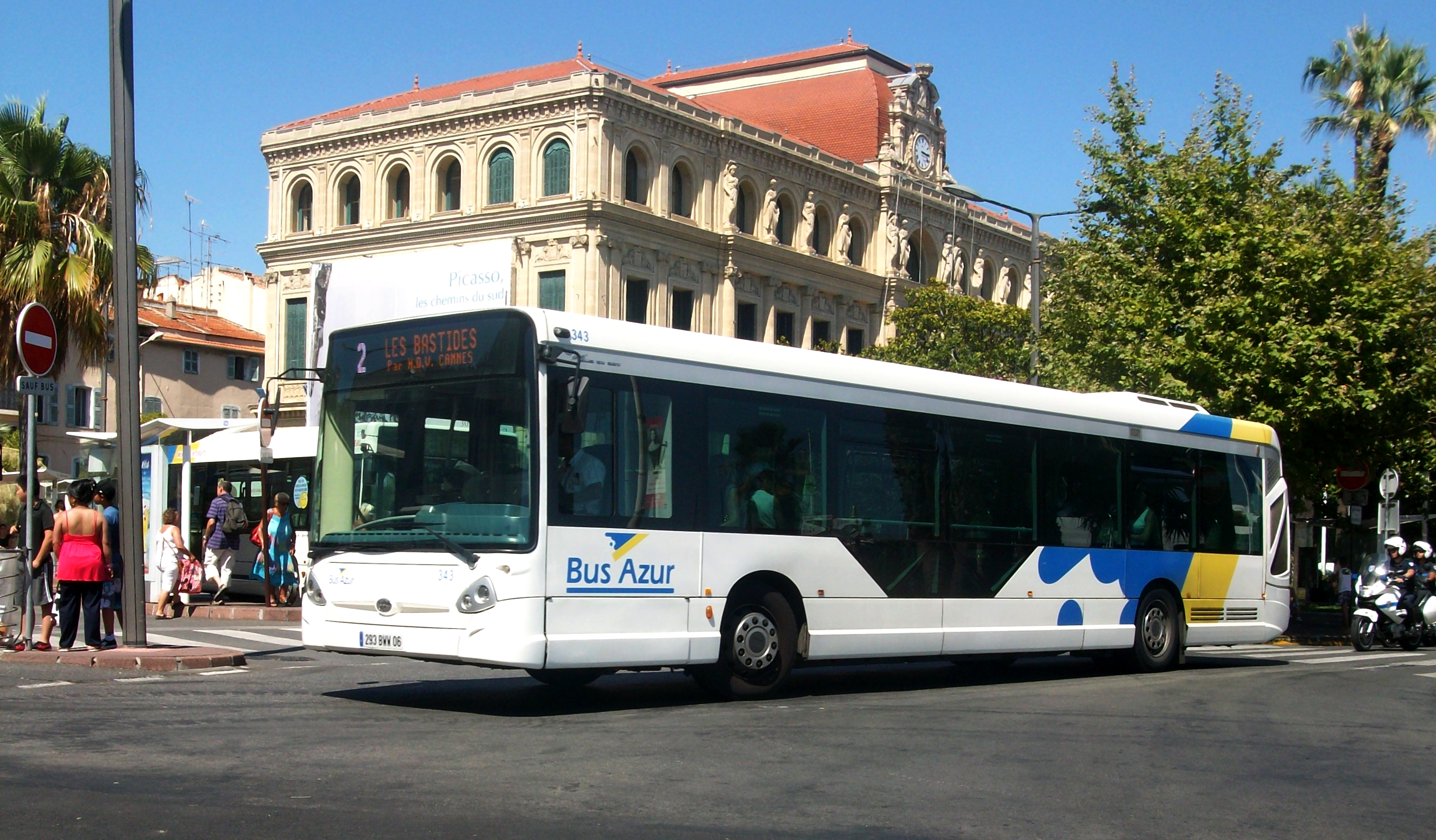
GX 327 met een glazen wand in de vorm van een trapezium.
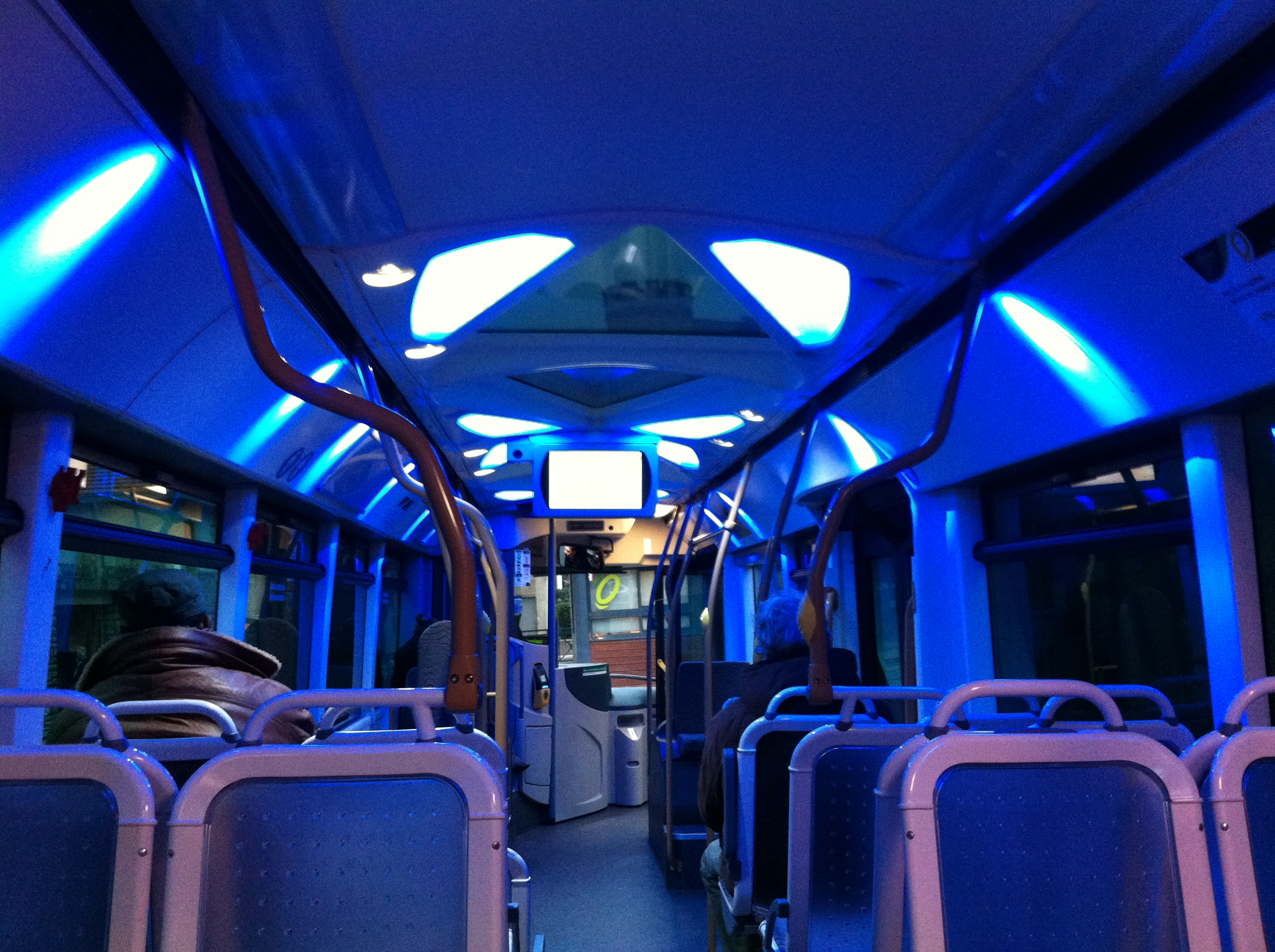
Interieur van een GX 327 met een panoramisch glazen dak.

## Verwante bustypes
- Heuliez GX 127; Midibusversie
- Heuliez GX 427; Gelede versie